# Boja evasió
Boja evasió (títol original en anglès:The Sugarland Express) és un pel·lícula estatunidenca dirigida per Steven Spielberg el 1974, amb Goldie Hawn, William Atherton, Ben Johnson i Michael Sacks. Ha estat doblada al català.

## Argument
Lou Jean Poplin, una dona una mica perduda, decideix intentar la reconstrucció de la seva família, tots els membres de la qual estan dispersats (el seu marit Clovis Poplin és a la presó, i el seu fill és en una família d'acollida). Força doncs Clovis a escapar-se de la presó, després la parella se'n va a trobar el seu fill. Però de camí, agafen un policia com a ostatge, i es troben llavors perseguits per un improbable desplegament de forces de l'ordre i de periodistes, a través de tot Texas.
La parella en fuga esdevé ràpidament un verdader fenomen mediàtic, però malgrat la seva popularitat, Lou i Clovis veuran la seva boja carrera interrompuda per tiradors d'elit, que mataran Clovis. Lou haurà perdut doncs el seu marit, però no obstant això, després d'haver complert una pena de 15 mesos de presó, aconsegueix obtenir la custòdia del seu fill.

## Repartiment
- Goldie Hawn: Lou Jean Poplin
- William Atherton: Clovis Michael Poplin
- Ben Johnson: Capità Harlin Tanner
- Louise Latham: Sra. Looby
- Michael Sacks: Maxwel Slide
- Gregory Walcott: Agent de policia Mashburn
- Steve Kanaly: Jessup
- Harrison Zanuck: Bebè Langston
- A. L. Camp: Mr Noker
- Jessie Lee Fulton: Mrs Noker

## Al voltant de la pel·lícula
- Aquesta pel·lícula és l'estrena de Spielberg al cinema ("Duel" era un telefilm). Desgraciadament, no va tenir un gran èxit de públic (12,8 milions de dòlars de recaptació al món per a un pressupost de 3 milions). Cal dir que la Universal va tallar diverses escenes, no volent fer d'aquesta primera obra una pel·lícula important, jutjant el tema massa difícil. Tanmateix, el director fa prova de talent en aquesta obra rítmica, que és una estranya barreja de moments intimistes i d'escenes mogudes.
- El cotxe de patrulla metrallat a la pel·lícula es va convertir al final del rodatge...en el cotxe de Steven Spielberg! En efecte, el va guardar durant dos anys, i sense tapar els impactes de les bales!
- La pel·lícula es basa en un esdeveniment bastant similar, que va tenir lloc el 1969 a la regió de Sugarland, a Texas. Robert i Ila Fae Dent van segrestar un policia i li van robar el cotxe. Tot seguit, van anar a Port Arthur, on vivia la mare d'Ila Fae. Però, de seguida, 150 cotxes de policia van anar immediatament al lloc, mentre que els mitjans de comunicació s'apoderaven del tema. L'agent de l'FBI Bob Wiatt, enfrontat a la parella, es va veure forçat a matar Robert d'un tret al clatell (aquest apuntava l'agent amb una arma) i a detenir Ila Fae, no sense usar violència.
- El títol original de la pel·lícula, quan es va escriure el guió, era Targeta Blanca.
- Seleccionada al Festival de Canes 1974, la pel·lícula es va beneficiar d'una nominació a la Palma d'Or i va obtenir el Premi al Guió. Cap altra pel·lícula de Steven Spielberg no ha estat presentada en competició a Canes des d'aleshores. El director, no obstant això, ha tornat a la Croisette per presentar ET, l'extraterrestre el 1982 i Indiana Jones i el regne de la calavera de cristall el 2008.